# 氷見郡

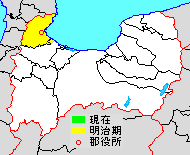
富山県氷見郡の範囲

氷見郡（ひみぐん）は、富山県にあった郡。

## 郡域
1896年（明治29年）に行政区画として発足した当時の郡域は、氷見市および高岡市の一部（太田・西田・渋谷）に相当する。

## 歴史
江戸時代以前に射水郡を2つに分け、その片方を氷見郡と俗称したのが始まりである。江戸時代初期、加賀藩政下において実際に氷見郡が射水郡より分離されたが、1673年（延宝2年）に再び射水郡に統合された。1896年（明治29年）、再び射水郡から分離された。

### 沿革

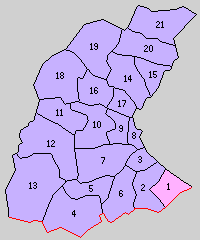
1.太田村 2.宮田村 3.窪村 4.仏生寺村 5.布勢村 6.神代村 7.十二町村 8.氷見町 9.加納村 10.上庄村 11.熊無村 12.速川村 13.久目村 14.阿尾村 15.藪田村 16.余川村 17.稲積村 18.碁石村 19.八代村 20.宇波村 21.女良村 （紫：氷見市 桃：高岡市）

- 1896年（明治29年）
  - 4月1日[1] - 郡制の施行のため、射水郡のうち、太田村、宮田村、窪村、仏生寺村、布勢村、神代村、十二町村、氷見町、加納村、上庄村、熊無村、速川村、久目村、阿尾村、藪田村、余川村、稲積村、碁石村、八代村、宇波村、女良村の区域をもって氷見郡が発足。（1町20村）
  - 6月1日 - 郡制を施行。
- 1923年（大正12年）3月31日 - 郡会が廃止。郡役所は存続。
- 1926年（大正15年）6月30日 - 郡役所が廃止。以降は地域区分名称となる。
- 1940年（昭和15年）
  - 4月1日 - 加納村が氷見町に編入。（1町19村）
  - 10月1日 - 稲積村が氷見町に編入。（1町18村）
- 1952年（昭和27年）8月1日 - 氷見町が碁石村・八代村・余川村を編入・市制施行して氷見市となり郡より離脱。（15村）
- 1953年（昭和28年）
  - 10月5日 - 太田村が高岡市に編入。（14村）
  - 11月1日 - 窪村・宮田村が氷見市に編入。（12村）
  - 12月1日 - 上庄村・熊無村が氷見市に編入。（10村）
- 1954年（昭和29年）4月1日 - 阿尾村・宇波村・久目村・神代村・十二町村・速川村・布勢村・仏生寺村・女良村・藪田村が氷見市に編入。同日氷見郡消滅。富山県内では1896年の郡の再編以来、初の郡の消滅となった。

## 行政
歴代郡長
出典→
| 代 | 氏名       | 就任年月日                 | 退任年月日                 | 備考                     |
| -- | ---------- | -------------------------- | -------------------------- | ------------------------ |
| 1  | 国枝逸韄   | 明治29年（1896年）4月1日   | 明治29年（1896年）5月25日  | 西礪波郡長就任の為辞職   |
| 2  | 福田伊八   | 明治29年（1896年）5月25日  | 明治31年（1898年）7月15日  | 依願免官                 |
| 3  | 萩原昌朔   | 明治31年（1898年）7月15日  | 明治31年（1898年）12月5日  | 警視庁警視就任の為辞職   |
| 4  | 松山顧武   | 明治31年（1898年）12月26日 | 明治36年（1903年）3月9日   | 西礪波郡長就任の為辞職   |
| 5  | 藤井務     | 明治36年（1903年）3月9日   | 明治37年（1904年）5月16日  | 射水郡長就任の為辞職     |
| 6  | 早川嘉儀   | 明治37年（1904年）5月16日  | 明治38年（1905年）9月16日  | 依願免官                 |
| 7  | 松本於莵   | 明治38年（1905年）9月18日  | 大正3年（1914年）3月24日   | 中新川郡長就任の為辞職   |
| 8  | 狩野清常   | 大正3年（1914年）3月24日   | 大正3年（1914年）8月25日   | 依願免官                 |
| 9  | 小浜浄鉱   | 大正3年（1914年）8月25日   | 大正6年（1917年）8月28日   | 広島県理事官就任の為辞職 |
| 10 | 大沢章     | 大正6年（1917年）9月10日   | 大正8年（1919年）5月13日   | 依願免官                 |
| 11 | 崎山省吾   | 大正8年（1919年）5月13日   | 大正11年（1922年）3月4日   | 鳥取県理事官就任の為辞職 |
| 12 | 羽根芳太郎 | 大正11年（1922年）3月27日  | 大正13年（1924年）12月17日 | 依願免官                 |
| 13 | 村田五郎   | 大正13年（1924年）12月17日 | 大正15年（1926年）6月30日  | 郡役所廃止により、廃官   |

### 氷見郡役所

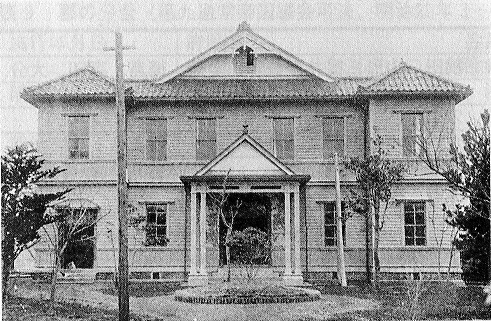
氷見郡役所

1902年(明治35年)、氷見町仕切町338に氷見郡役所が設置される。郡会の廃止に伴い、氷見郡では1923年(大正12年)、廃止記念式典を催し、残務処理を終えた3年後の1926年（大正15年）に郡役所も廃止となった。この庁舎は、後に富山県立氷見中学校(後の富山県立氷見高等学校)に転用されたのち、1930年（昭和5年）に開館した図書館となったが、1938年9月6日、台風襲来時の氷見町下伊勢町より発生した氷見町大火により、1500戸以上の建物とともに全焼した。